# 滝清彦
滝 清彦（たき きよひこ、1901年2月28日 - 1972年7月27日）は、日本の経営者。

## 経歴
東京都出身。1925年に行文行政科に合格し、1930年に東京帝国大学法学部政治学科を卒業し、同年に鉄道省に入省。東京鉄道管理局総務部長、勤労部長、東京鉄道管理局局長などを歴任し、1946年に退官。その後は鉄道弘済会会長を務めた
1971年に勲二等瑞宝章を受章。
1972年7月27日心筋梗塞のために死去。71歳没。墓所は多磨霊園。